# ドンボーヴァール - バータセーク線
ドンボーヴァール - バータセーク線（ハンガリー語: Dombóvár–Bátaszék-vasútvonal）は、ハンガリー国鉄の鉄道線の名称である。路線番号は50。

## 運行形態
一日あたり、平日4.5往復、休日5往復の運行。うち平日3.5往復、休日全列車が154号線のバヤまで直通する。平日朝の西行一日1本に限り、モーラージとチコーを通過する。
2021年冬以前は、全列車モーラージを通過していた。また、平日4.5往復、休日4往復の運行で、バヤ直通はうち3往復であった。2024年9月のダイヤ改正以前は、約半数がチコーを停車していた。

## 駅一覧
以下では、ハンガリー国鉄50号線の駅と営業キロ、停車列車、接続路線などを一覧表で示す。
- 停車駅
  - ■印：全列車停車
  - ●印：大部分停車
  - ○印：大部分通過

| 路線名 | 駅名                               | 駅間営業キロ | 累計営業キロ | Sz | 接続路線                                                      | 所在地     | 所在地             |
| ------ | ---------------------------------- | ------------ | ------------ | -- | ------------------------------------------------------------- | ---------- | ------------------ |
| 50     | ドンボーヴァール駅                 | -            | 0            | ■  | 40号線（ブダペスト方面、ペーチ方面） 41号線（チュルゴー方面） | トルナ県   | ドンボーヴァール郡 |
| 50     | チコーシュテーッテーシュ駅         | 4            | 4            | ■  |                                                               | トルナ県   | ドンボーヴァール郡 |
| 50     | マーゴチ・アルショーモチョラード駅 | 9            | 13           | ■  |                                                               | バラニャ県 | ヘジハート郡       |
| 50     | サラトナク駅                       | 9            | 22           | ■  |                                                               | バラニャ県 | コムロー郡         |
| 50     | サースヴァール駅                   | 7            | 29           | ■  |                                                               | バラニャ県 | コムロー郡         |
| 50     | マーザ・サースヴァール駅           | 3            | 32           | ■  |                                                               | バラニャ県 | コムロー郡         |
| 50     | ヴァーラルヤ駅                     | 2            | 34           | ■  |                                                               | トルナ県   | ボニハード郡       |
| 50     | ナジマーニョク駅                   | 2            | 36           | ■  |                                                               | トルナ県   | ボニハード郡       |
| 50     | ヒダシュ・ボニハード駅             | 6            | 42           | ■  |                                                               | バラニャ県 | ペーチヴァーラド郡 |
| 50     | チコー駅                           | 2            | 44           | ●  |                                                               | トルナ県   | ボニハード郡       |
| 50     | メーチェーニ駅                     | 4            | 48           | ■  |                                                               | トルナ県   | ボニハード郡       |
| 50     | モーラージ駅(*1)                   | 4            | 52           | ●  |                                                               | トルナ県   | ボニハード郡       |
| 50     | バータセーク駅                     | 8            | 60           | ■  | 46号線（バヤ方面、シャールボガールド方面）                    | トルナ県   | セクサールド郡     |

(*1): 2021年4月に旅客運行再開。